# 锡乌铁路
锡乌铁路西起中华人民共和国内蒙古自治区锡林郭勒盟锡林浩特市，东至兴安盟乌兰浩特市，全长651公里。业主为内蒙古锡乌铁路有限责任公司。

## 线路
横贯胜利煤田、霍林河煤田、白音华煤田，与锡二铁路、锡桑铁路、巴珠铁路、赤大白铁路、巴新铁路、通霍铁路等衔接，增强了路网的机动性、灵活性。
沿途设有白音华南站、乌拉图嘎站、阿拉坦站、毛瑞霍站、宝日温都尔站车站
铁路等级：国铁Ⅰ级。单线，预留双线条件。最小曲线半径：一般1200m，困难800m。 限制坡度：6‰。  到发线有效长度：1050米。DF4D内燃牵引，预留电化条件。牵引质量5000吨。 半自动闭塞。

## 历史
2008年，铁道部以《关于新建锡林浩特至乌兰浩特铁路初步设计的批复》（铁鉴函［2008］1406号）批准建设。其中锡林浩特北（含）至芒罕屯(不含)段新建铁路项目业主为内蒙古锡乌铁路有限责任公司，建设资金来自内蒙古集通铁路（集团）有限责任公司、中电投蒙东能源集团有限责任公司、锡林郭勒盟兴富投资有限责任公司、内蒙古能源发电投资有限公司、大唐国际发电股份有限公司，项目出资比例为40：20：20：10：10。其余路段业主为沈阳铁路局。项目总投资113亿元。铁三院设计。2008年10月20日开工建设。2008年10月30日，锡乌铁路建设工程获得国家发改委的批复。2011年，受大环境影响停工，2012年8月复工。
2015年7月1日，锡乌铁路开通运行。